# IC 832
IC 832 ist eine elliptische Galaxie vom Hubble-Typ E0 im Sternbild Coma Berenices am Nordsternhimmel. Sie ist schätzungsweise 316 Millionen Lichtjahre von der Milchstraße entfernt und hat einen Durchmesser von etwa 50.000 Lichtjahren.
Im selben Himmelsareal befinden sich u. a. die Galaxien NGC 4787, NGC 4789, IC 831, IC 834.
Das Objekt wurde am 16. Mai 1866 vom US-amerikanischen Astronomen Truman Henry Safford entdeckt.